# (5224) Abbe
(5224) Abbe est un astéroïde de la ceinture principale.

## Description
(5224) Abbe est un astéroïde de la ceinture principale. Il fut découvert le 21 février 1982 à Tautenburg par Freimut Börngen. Il présente une orbite caractérisée par un demi-grand axe de 2,25 UA, une excentricité de 0,01 et une inclinaison de 7,9° par rapport à l'écliptique.

## Compléments